# Bukovec (Košice-okolie)
Bukovec es un municipio del distrito de Košice-okolie en la región de Košice, Eslovaquia, con una población estimada a final del año 2024 de 881 habitantes.
Se encuentra ubicado en el centro de la región, en la cuenca hidrográfica del río Sajó (afluente derecho del Tisza) y cerca de la frontera con la región de Prešov y con Hungría.

## Demografía
| Año        | 1994 | 2004     | 2014  | 2024    |
| ---------- | ---- | -------- | ----- | ------- |
| Población  | 594  | 700      | 805   | 881     |
| Diferencia |      | +17,84 % | +15 % | +9,44 % |

| Año        | 2023 | 2024    |
| ---------- | ---- | ------- |
| Población  | 856  | 881     |
| Diferencia |      | +2,92 % |